# شتة (بني العوام)

تعديل مصدري - تعديل

شتة هي إحدى قرى عزلة العريف بمديرية بني العوام التابعة لمحافظة حجة، بلغ تعداد سكانها 285 نسمة حسب تعداد اليمن لعام 2004.